# Macrodontia
Macrodontia é um termo para designar um dente anatomicamente maior que o habitual. Está comumente associada ao gigantismo. 

## Características radiográficas
As radiografias revelam o tamanho aumentado tanto dos dentes erupcionados quanto dos inclusos. O apinhamento pode causar impactação de outros dentes. A forma do dente é mais freqüentemente normal, mas, em alguns casos, podem apresentar discretas alterações morfológicas.

## Diagnósticos Diferenciais
O macrodente pode ser confundido com dente acometido por geminação ou fusão. Quando ocorre fusão, há ausência de um dente na arcada. Na geminação todos os dentes podem estar presentes e normalmente há evidências de que existe uma divisão ou separação das porções coronária ou radicular do dente. No entanto, a diferenciação entre essas três condições pode não influenciar no tratamento indicado.

## Tratamento
A maior parte dos casos de macrodontia não requer tratamento. Em casos de má-oclusão, no entanto, o tratamento ortodôntico pode ser necessário.